# 拉尔斯·埃里克·塔美林
拉爾斯·埃里克·塔美林（1923年3月16日－ 1991年1月3日）, 瑞典有機化學家，瑞典國防部研究員暨公務員。

## 生平
拉爾斯出生於瑞典斯德哥爾摩，系最高法院審判長與Elsa Palm的子嗣。
作為一名有機化學家，拉爾斯於1950年被前瑞典國防研究部(,FOA)聘用，並致力於神經毒劑及其對策的研究。此時FOA已經註意到了許多神經毒劑（其先前的化學戰活動僅側重於芥子氣和其他第一代化學戰劑）抑制乙酰膽鹼酯酶的作用機理都與其在化學結構上的相似性有著密切關聯 ，因此拉爾斯的工作大多集中於對膽鹼酯的研究上。 1957年,拉爾斯在Ranajit Ghosh後獨立發現了最重要的V系毒劑——VX。 1958年，拉爾斯在斯德哥爾摩大學完成了基於此項工作成果的博士學位論文答辯.。 V系列的神經毒劑有時也被稱為塔美林酯(Tammelin esters)。塔美林酯亦可指代某些神經毒劑的叔胺鹽或碘化季胺鹽。
在此期間，（琥珀膽鹼，商品名）作為抗膽鹼酯酶抑製劑研究的產物被合成出來，後作為肌肉鬆弛劑被廣泛應用於全身麻醉中。
1961年，拉爾斯被授古斯塔夫·瓊格倫獎，並就任FOA醫用化學部部長。
1973年，拉爾斯取得卡羅琳學院的榮譽醫學博士學位。
拉爾斯在1984年-1985年間擔任FOA的主任。 1974年畢業於哥德堡大學的Bo Rydbeck也有著頂尖的生物化學知識，於1985年接替拉爾斯的職位直至1994年離任。

## 個人生活
1946年，拉爾斯迎娶24歲的Isa Nilson。